# BAReeeeeeeeeeN
BAReeeeeeeeeeN（バリーン）は、GReeeeN、BACK-ON、JINによる期間限定コラボレーション音楽ユニットである。所属レーベルはcutting edge。

## 概要
- 2008年に、GReeeeNとBACK-ONの2グループと、両グループのプロデューサーであり、GReeeeNメンバーのHIDEの実兄でもあるJINによって結成。
- なお、公式サイトによると「BAReeeeeeeeeeN」のリは、2秒以上発音する。
- GReeeeNと同じく、eの数はメンバーと同じく10個である。
- 「バリン君」というオリジナルキャラクターが存在し、ファーストシングル『足跡』の初回版にはこのキャラクターのステッカーが特典として封入された。
- テレビ朝日系列でカシオ計算機『EXILIM』、麒麟麦酒『キリンスム-ス』のテレビCM同時タイアップ“コラマーシャル（コラボレーションコマーシャル）”が放送された。

## ディスコグラフィー

### シングル
|     | リリース日    | 曲名 | 週間 最高 順位 | 販売生産番号 | 初回生産特典                                                     |
| --- | ------------- | ---- | -------------- | ------------ | ---------------------------------------------------------------- |
| 1st | 2008年10月1日 | 足跡 | 7位            | CTCR-40262   | 「バリン君」のステッカー（全5色ランダム封入）、Special Flash待受 |

### 参加作品
- BACK-ON『YES!!!』（2008年11月12日）
  - M-13「color」収録
  - M-14「足跡」収録
- BACK-ON「Connectus and selfish」（2011年8月17日）
  - M-4「足跡」収録
- 速っ!〜速うた NON STOP メガミックス〜（2009年3月11日）
  - M-1「足跡」収録
- いちばん大切なキミへ贈るうた〜友達 家族へ〜（2009年5月20日）
  - M-1「足跡」収録